# Berufsverband der Heilpädagoginnen und Heilpädagogen
Der Berufsverband für Heilpädagoginnen und Heilpädagogen – Fachverband für Heilpädagogik (BHP) e. V. mit Sitz in Berlin ist der einzige deutsche Berufsverband für Heilpädagogik.

## Aufgaben/Profil
Der Verband wurde 1985 gegründet. Ca. 5000 Heilpädagogen/Heilpädagoginnen sind Mitglied des Berufsverbandes. Der BHP setzt sich für die Professionalisierung der Heilpädagogik ein und vertritt die Interessen von Heilpädagogen und Heilpädagoginnen in Ausbildung und Beruf sowie im Sozial-, Arbeits- und Tarifrecht. Des Weiteren unterstützt er seine Mitglieder in Fragen des Arbeitsrechts, der Fort- und Weiterbildung und fördert die Verbindung zwischen Theorie und Praxis durch die Zusammenarbeit mit den entsprechenden Ausbildungsstätten. Der BHP ist u. a. Mitglied in folgenden Gremien:
- Deutsches Zentralinstitut für soziale Fragen
- Deutscher Verein für öffentliche und private Fürsorge
- Bundesverband für Erziehungshilfe
- Ständige Konferenz von Ausbildungsstätten für Heilpädagogik in der Bundesrepublik Deutschland
- Internationale Gesellschaft für heilpädagogische Berufsverbände Link angepasst (National Coalition Deutschland)
- National Coalition Deutschland (National Coalition für die Umsetzung der UN-Kinderrechtskonvention in Deutschland)

2001 gründete der BHP die Europäische Akademie für Heilpädagogik, die organisatorisch der Bundesgeschäftsstelle des Verbandes angegliedert ist. Sie kümmert sich u. a. um die europäische Entwicklung der Heilpädagogik sowie Netzwerkarbeit, mit dem Schwerpunkt der Aus- und Weiterbildung auf nationaler und internationaler Ebene. Auf Initiative des BHP wurden im November 2005 die Internationale Gesellschaft heilpädagogischer Berufs- und Fachverbände (IGhB) und 2013 das Internationale Archiv für Heilpädagogik e. V. Emil E. Kobi Archiv ins Leben gerufen.
Der Berufsverband ist Herausgeber der Fachzeitschrift heilpaedagogik.de, Geschäftsführer ist Kai-Raphael Timpe.